# Кражяйское староство
Кражяйское староство (лит. Kražių seniūnija) — одно из 11 староств Кельмеского района, Шяуляйского уезда Литвы. Административный центр — местечко Кражяй.

## География
Расположено в центрально-западной части Литвы, на западе Кельмеского района, на Жемайтской водораздельной гряде Жемайтской возвышенности.
Граничит с Ужвентским староством на севере, Пакражантским — на юге и юго-востоке, Вайгувским и Кельмеским апилинкским — на востоке, Палянтинским и Кальтиненайским староствами Шилальского района — на западе, и Бийотайским староством Шилальского района — на юго-западе, и староством Тельшяйского района — на северо-западе.

## Население
Кражяйское староство включает в себя местечки: Каркленай, Кражяй и Пашиле, а также 131 деревню и 17 хуторов.